# Voleibol sentado nos Jogos Paralímpicos
O voleibol sentado participa dos Jogos Paralímpicos desde Toronto 1976, quando foi incluído como um esporte de demonstração com a categoria masculina. Para os Jogos Paralímpicos de Arnhem 1980, a modalidade foi oficialmente incorporada ao programa paralímpico. A partir de Atenas 2004, também foi introduzido o torneio feminino.

## História
O voleibol foi inventado em Holyoke, Massachusetts, nos Estados Unidos, por William George Morgan no final do século XIX. Morgan se tornou diretor de educação física e estava procurando um jogo recreativo para diversificar seu programa de esporte e exercícios. Inspirando-se no tênis e no basquete, Morgan criou o voleibol.

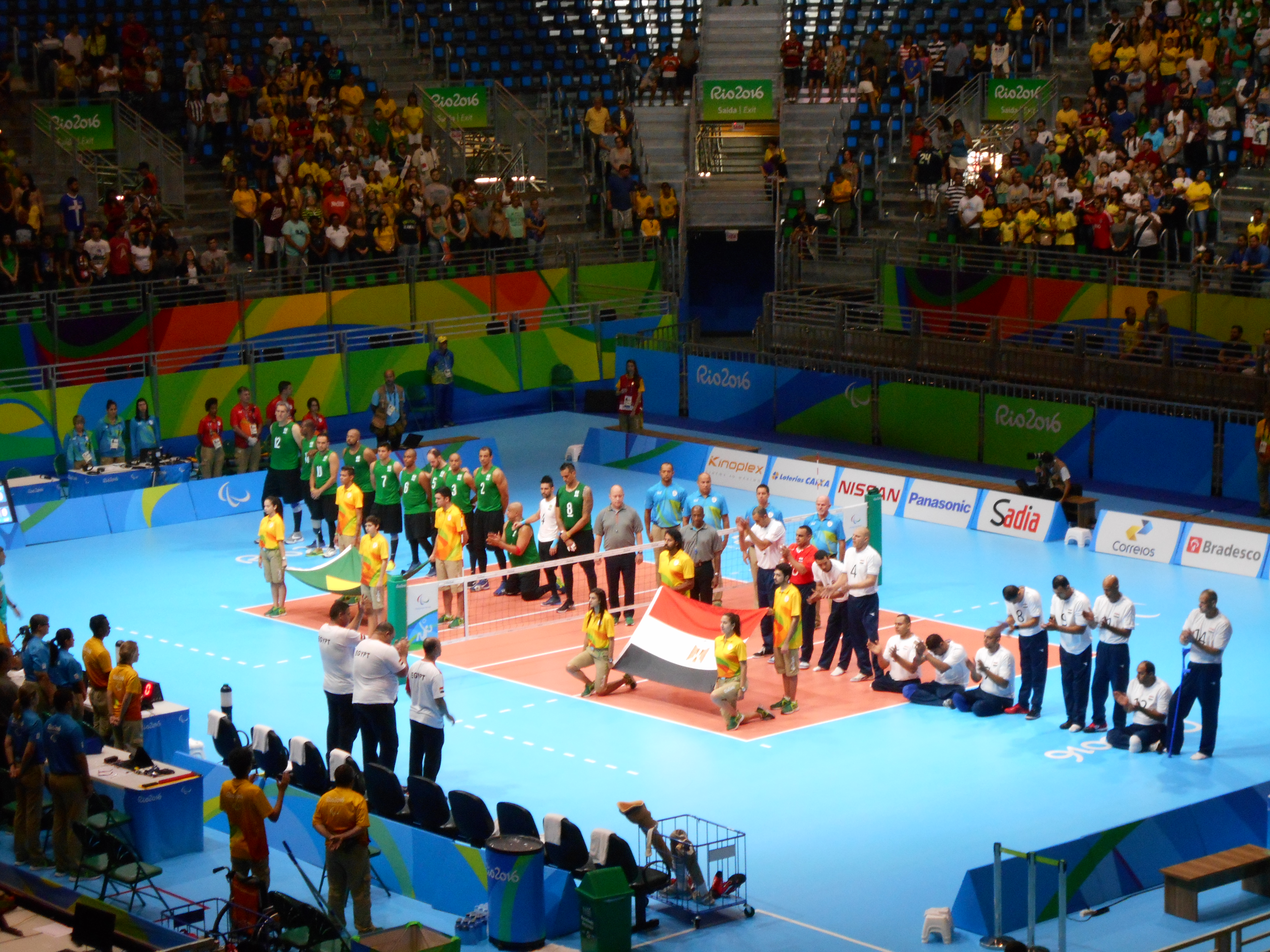
Brasil e Egito nos Jogos Paralímpicos de Verão de 2016, no Rio de Janeiro, no Brasil.

O vôlei sentado surgiu nos Países Baixos em 1956 como uma combinação de vôlei e sitzball, um esporte alemão sem rede, mas com jogadores sentados. A princípio, o "vôlei em pé" (para atletas com deficiência de mobilidade que pode ser jogado em pé) foi disputado nos Jogos Paralímpicos de Toronto de 1976 como um esporte de demonstração. O vôlei em pé, em conjunto com o vôlei sentado, tornou-se oficialmente parte do programa paralímpico em Arnhem 1980. Os Países Baixos levou a primeira medalha de ouro no vôlei sentado, enquanto Israel conquistou o ouro no vôlei em pé. Sete países participaram do vôlei sentado em Arnhem 1980, e cinco no vôlei em pé.

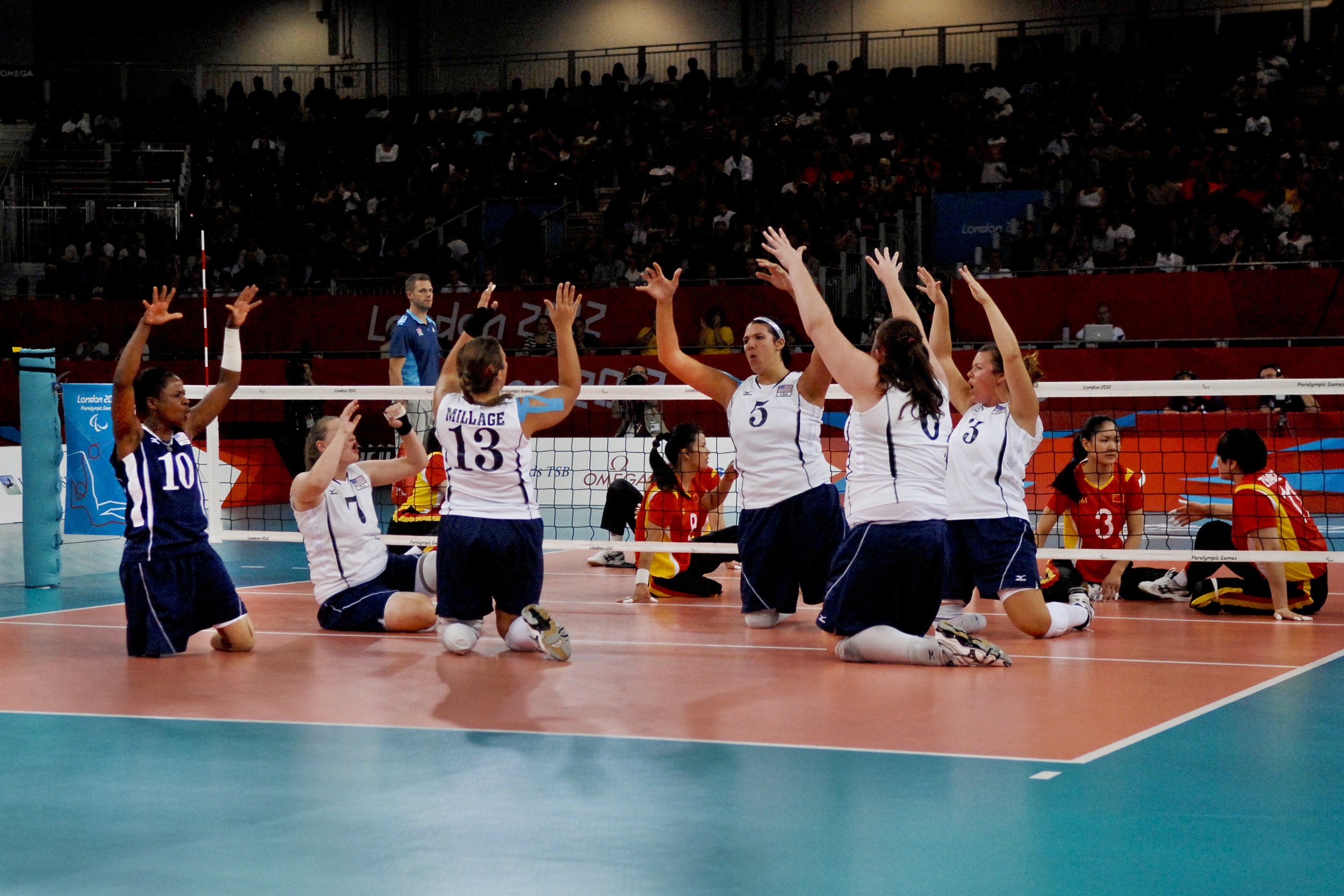
Estados Unidos e China nos Jogos Paralímpicos de Verão de 2012 em Londres, no Reino Unido.

A competição feminina foi adicionada em Atenas 2004 com seis nações participando do lado feminino, enquanto o vôlei em pé masculino foi removido.

## Torneio masculino

### Quadro de medalhas
| Ordem | País                         | Medalha de ouro | Medalha de prata | Medalha de bronze |    |
| ----- | ---------------------------- | --------------- | ---------------- | ----------------- | -- |
| 1     | IRN Irã                      | 7               | 2                |                   | 9  |
| 2     | BIH Bósnia e Herzegovina     | 2               | 3                | 1                 | 6  |
| 3     | NED Países Baixos            | 2               | 2                |                   | 4  |
| 4     | NOR Noruega                  |                 | 1                | 1                 | 2  |
|       | SWE Suécia                   |                 | 1                | 1                 | 2  |
| 6     | FRG Alemanha Ocidental       |                 | 1                |                   | 1  |
|       | RPC Comitê Paralímpico Russo |                 | 1                |                   | 1  |
| 8     | GER Alemanha                 |                 |                  | 2                 | 2  |
|       | EGY Egito                    |                 |                  | 2                 | 2  |
|       | FIN Finlândia                |                 |                  | 2                 | 2  |
| 11    | YUG Iugoslávia               |                 |                  | 1                 | 1  |
|       | RUS Rússia                   |                 |                  | 1                 | 1  |
| TOTAL | TOTAL                        | 11              | 11               | 11                | 33 |

## Torneio feminino

### Quadro de medalhas
| Ordem | País               | Medalha de ouro | Medalha de prata | Medalha de bronze |    |
| ----- | ------------------ | --------------- | ---------------- | ----------------- | -- |
| 1     | CHN China          | 3               | 2                |                   | 5  |
| 2     | USA Estados Unidos | 2               | 2                | 1                 | 5  |
| 3     | NED Países Baixos  |                 | 1                | 2                 | 3  |
| 4     | BRA Brasil         |                 |                  | 2                 | 2  |
| TOTAL | TOTAL              | 5               | 5                | 5                 | 15 |

## Quadro de medalhas
| Ordem | País                         | Medalha de ouro | Medalha de prata | Medalha de bronze |    |
| ----- | ---------------------------- | --------------- | ---------------- | ----------------- | -- |
| 1     | IRN Irã                      | 7               | 2                |                   | 9  |
| 2     | CHN China                    | 3               | 2                |                   | 5  |
| 3     | NED Países Baixos            | 2               | 3                | 2                 | 7  |
| 4     | BIH Bósnia e Herzegovina     | 2               | 3                | 1                 | 6  |
| 5     | USA Estados Unidos           | 2               | 2                | 1                 | 5  |
| 6     | NOR Noruega                  |                 | 1                | 1                 | 2  |
|       | SWE Suécia                   |                 | 1                | 1                 | 2  |
| 8     | FRG Alemanha Ocidental       |                 | 1                |                   | 1  |
|       | RPC Comitê Paralímpico Russo |                 | 1                |                   | 1  |
| 10    | GER Alemanha                 |                 |                  | 2                 | 2  |
|       | BRA Brasil                   |                 |                  | 2                 | 2  |
|       | EGY Egito                    |                 |                  | 2                 | 2  |
|       | FIN Finlândia                |                 |                  | 2                 | 2  |
| 14    | YUG Iugoslávia               |                 |                  | 1                 | 1  |
|       | RUS Rússia                   |                 |                  | 1                 | 1  |
| TOTAL | TOTAL                        | 16              | 16               | 16                | 48 |